# جوزيف أشتون (ممثل)
جوزيف أشتون (بالإنجليزية: Joseph Ashton) مواليد 18 نوفمبر 1986 في شيروكي، كاليفورنيا، الولايات المتحدة، هو ممثل أمريكي بدأ مسيرته الفنية سنة 1994.

## الأعمال
- إيل تايغر: مغامرات ماني ريفيرا (2007)
- روكيت باور (2004)
- روكيت باور (2002)
- إي آر (2001) (بدور: جيريمي نوريس)
- روكيت باور (1999)
- قانون عرفي (1999) (بدور: شون نولان)
- طرزان (1999)
- هيا آرنولد! (1998)
- جوال تكساس ووكر (1997)

## روابط خارجية
- جوزيف أشتون على موقع IMDb (الإنجليزية)
- جوزيف أشتون على موقع ألو سيني (الفرنسية)
- جوزيف أشتون على موقع أول موفي (الإنجليزية)
- جوزيف أشتون على موقع قاعدة بيانات الأفلام السويدية (السويدية)
- جوزيف أشتون على موقع قاعدة بيانات الفيلم (الإنجليزية)
- جوزيف أشتون على موقع كينوبويسك (الروسية)